# Pinklao
 (octobre 2014).
Si vous disposez d'ouvrages ou d'articles de référence ou si vous connaissez des sites web de qualité traitant du thème abordé ici, merci de compléter l'article en donnant les références utiles à sa vérifiabilité et en les liant à la section « Notes et références ».
Pinklao (4 septembre 1808 - 7 janvier 1866) est vice-roi de Siam ; il est le fils du roi Buddha Loetla Nabhalai (Rama II) et de la reine Sri Suriyendra.

## Jeunesse
Le prince Chutamani est né le 4 septembre 1808 fils du prince et de la princesse Isarasundhorn Bunrod à l'ancien palais de Thonburi. Le prince Chutamani a aussi un frère aîné - le prince Mongkut - de sept ans plus âgé. En 1809, le prince Isarasundhorn est couronné sous le nom de Buddha Loetla Nabhalai et sa mère devient la reine Sri Suriyendra. Ils déménagent tous au Grand Palais.
Le gouvernement de Bouddha Loetla Nabhalai est dominé par Krom Meun Jessadabodindra - le fils de Buddha Loetla Nabhalai avec la concubine Riam. En 1824, le prince Mongkut devient moine selon les traditions siamoises. Cependant, Bouddha Loetla Nabhalai tombe malade et meurt la même année. La noblesse, dirigée par Chao Phraya, Abhay Pudhorn, la Samuha Nayok et Tish Bunnag le ministre de Krom Tha soutiennent le prince Jessadabodindra pour accéder au trône, car il semble être très compétent pour régner. Par conséquent, Jessadabodindra est couronné, et devient le roi Nangklao (Rama III).
Le prince Mongkut reste dans sa vie monastique pour éviter les intrigues politiques. Le prince Chutamani, quant à lui rentre au gouvernement et reçoit le titre de Krom Khun Isaret-rangsant. Krom Khun Isaret loge au Vieux Palais à Thonburi, où il vit avec sa mère la reine Sri Suriyendra jusqu'à sa mort en 1836.
Le jeune prince est, comme son frère aîné, très favorable à l'égard des étrangers. En 1833, à 25 ans avec le diplomate Edmund Roberts, le prince participe secrètement aux  négociations pour le premier traité de l'Amérique avec le Siam ; le prince visite le navire de guerre Peacock, au cours de laquelle les hommes sont rassemblés pour le quart pour des exercices navals. Roberts raconte que le prince parle et écrit l'anglais avec aisance, et sa prononciation est très correcte. 

## Règne conjoint avec Mongkut
Nangklao meurt en 1851. Krom Khun Isaret est à l'époque l'héritier présomptif du trône, mais c'est finalement son frère Mongkut qui est couronné roi de Siam le 25 mai 1851 avec le soutien de la noblesse. Parallèlement le prince Isaret est couronné comme vice-roi sous le nom de Pinklao avec un égal honneur par rapport à Mongkut. 
Dans la pratique, Pinklao détient le titre de Palais avant. La légende populaire veut que selon les calculs astrologiques de Mongkut, le prince Isaret détient également le destin de devenir un roi. En conséquence, il donne à Pinklao les mêmes styles et les mêmes  titres normalement réservées à un roi tel que Phrabat Somdet et Chao Yu Hua (Phrabat Somdet Phra Chao Yu Hua Pinklao). David Wyatt considère sa nomination comme une façon pour Mongkut d'éviter que son frère ne remette en cause sa propre nomination. Cependant, la relation entre les deux frères reste pacifique et ce tout au long du règne de Mongkut.
Le pouvoir sous Mongkut est cependant entre les mains de Somdet Chao Phraya Borom Maha Prayurawongse et Somdet Chao Phraya Borom MahaPichaiyat, l'ancien ministre principal du Siam. Les frictions entre le roi et le vice-roi sont donc minimes. Dans ses lettres, il se désigne comme le deuxième roi et son frère comme le premier roi. En conséquence Pinklao a joué un grand rôle dans la négociation du traité Bowring en 1855, ainsi que dans la négociation ultérieure du traité Harris de 1856 qui modifiait le traité Roberts de 1833.

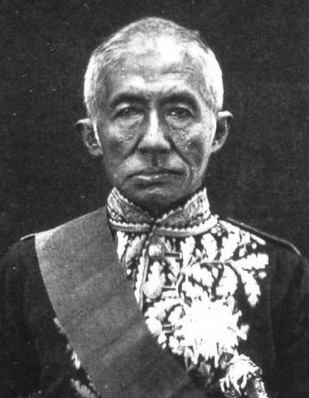
Mongkut, frère du prince Pinklao

En tant que deuxième monarque, Pinklao maintient sa propre armée privée, et une marine de plusieurs navires modernes. À cette époque le pouvoir du palais augmente  considérablement. Outre les affaires de l'Etat, Pinklao s'intéresse à la fois aux cultures occidentale et lao, parlant l'anglais, entraînant ses troupes à la mode européenne, mais sachant également danser, chanter et jouer du khên (instrument traditionnellement utilisé dans le mor lam).
Pinklao meurt le 7 janvier 1866, précédant son frère de deux ans. Son neveu, le jeune Chulalongkorn (fils de Mongkut), monte sur le trône en 1868 à 15 ans et Somdet Chao Phraya Borom Maha Sri Suriyawongse (le régent) organise le titre du Palais avant d'être remplacé par le fils de Pinklao avec la princesse But, le prince Yingyot (Vichaichan).